# 초연

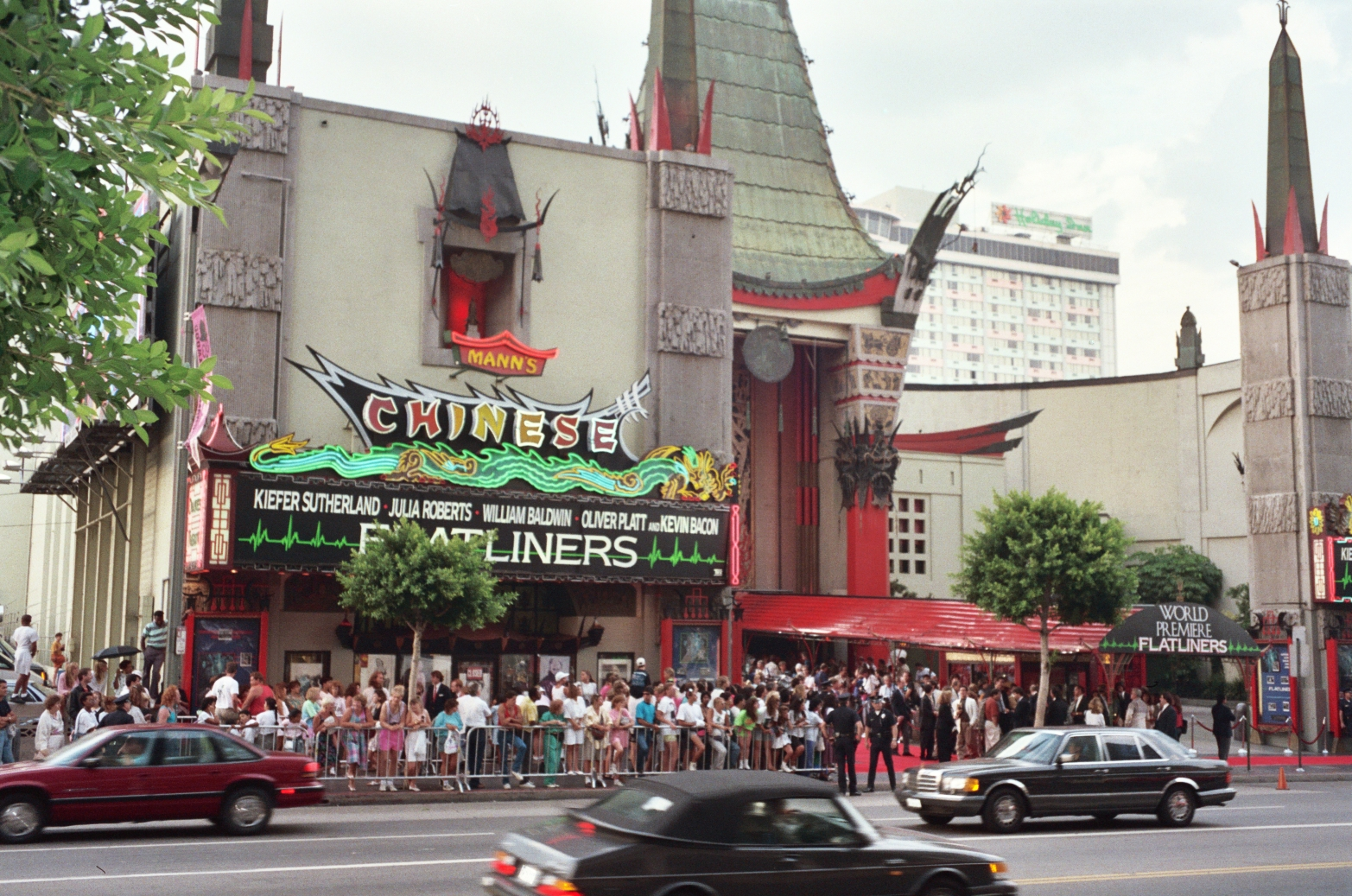

초연(初演)은 한 작품이 공개되기 전 첫선(상연, 연주)을 보이는 것을 말한다. 특히 클래식 음악과 연극의 세계에서 자주 사용되는 용어이다. 또한 연극에서는 영어로 프리미어라는 말이 자주 사용된다. 초연은 "(작품의) 평가 및 수요의 출발점"이기도 하다. 초연이 얼만큼의 연주 (공연) 수준이며, 그것에 대해 어떤 평가를 받음에 따라 (연주뿐만 아니라) 작품 자체, 나아가서는 작곡가, 극작가, 연출가 등의 평가가 정해져 버리는 수가 있다. 초연이 실패하고 실제 작품이 흥하지 않는다면 그 작품(작곡가, 극작가)이 "실패작"이라고 간주 될 가능성이 높다. 물론, 초연이 실패로 끝났음에도 불구하고 인기가 높아진 사례도 많이 있다.

## 같이 보기
- 영화제
- 파일럿 프로그램